# Сильва, Антони
Антони Доминго Сильва Кано (исп. Antony Domingo Silva Cano; родился 27 февраля 1984 года в Асунсьон) — парагвайский футболист, вратарь клуба «Пуэбла» и сборной Парагвая.

## Клубная карьера
Сильва — воспитанник клуба «Серро Кора». В 2003 году он перешёл в «Либертад». В матче Кубка Либертадорес против аргентинского «Ривер Плейта», Антони помог команде одержать знаменитую победу. Несмотря на эти достижения, он не смог выиграть конкуренцию и в 2005 году на правах аренды перешёл в «Хенераль Кабальеро». В том же году часть прав на него выкупила итальянская «Дженоа», Сильва никогда не выступал в Италии. В 2006 году Гарри Рэднапп был заинтересован в приглашении Антони в английский «Портсмут», но вратарь не согласился с требованиями контракта и на правах аренды отправился во «2 мая».
В 2007 году Сильва окончательно покинул «Либертад» и перебрался в «Такуари». Своему новому клубу Антони помог пробиться в Кубок Либертадорес. В 2008 году он недолго на правах аренды играл за аргентинский «Тальерес», а затем перешёл в бразильский клуб «Марилья».
В 2009 году Антони вернулся на родину, где стал футболистом «Рубио Нью». По окончании сезона он покинул команду и перешёл в колумбийский «Депортес Толима», несмотря на устойчивый интерес со стороны американского «Нью-Йорк Ред Буллс». 19 июля в матче против «Депортиво Кали» он дебютировал в Кубке Мустанга. В первом же сезоне он помог клубу занять второе место в чемпионате. Сильва завоевал место основного вратаря и провёл три сезона почти без замен, сыграв более 100 матчей.
В начале 2014 года он вернулся на родину, став футболистом клуба «3 февраля». 1 марта в поединке против «12 октября» Антони дебютировал за новую команду. Отыграв сезон Сильва вновь поехал в Колумбию, где подписал соглашение с «Индепендьенте Медельин». 31 января в матче против «Онсе Кальдас» он дебютировал за новую команду. В первом же сезоне Антони помог «Медельину» занять второе место.
В начале 2017 года Сильва вернулся на родину, подписав контракт с «Серро Портеньо». 5 февраля в матче против «Рубио Нью» он дебютировал за новую команду. В своём дебютном сезоне Антони стал чемпионом Парагвая. В начале 2019 года Сильва перешёл в аргентинский «Уракан». 20 января в матче против «Сан-Лоренсо» он дебютировал в аргентинской Примере. Летом 2020 года Антони перешёл в «Насьональ». 17 октября в матче против столичной «Олимпии» он дебютировал за новый клуб.
В начале 2021 года Сильва подписал контракт с мексиканской «Пуэблой». 9 января в матче против «Гвадалахары» он дебютировал в мексиканской Примере.  

## Международная карьера
15 ноября 2012 года в товарищеском матче против сборной Гватемалы Сильва дебютировал за сборную Парагвая.
В 2015 году Антони был включён в заявку сборной на Кубок Америки в Чили. На турнире он сыграл в матчах против Ямайки и Аргентины.
В 2016 году Сильва принял участие в Кубке Америки в США. На турнире он был запасным и на поле не вышел. В 2019 году Антони в третий раз принял участие в Кубке Америки в Бразилии. На турнире он вновь был запасным и на поле не вышел. 
В 2021 году Сильва четвёртый раз принял участие в Кубке Америки в Бразилии. На турнире он сыграл в матчах против сборных Боливии, Уругвая, Аргентины, Чили и Перу. 

## Достижения
Клубные
 «Либертад»
- Победитель парагвайской Примеры (2): 2003, 2006, Клаусура 2017

 «Серро Портеньо»
- Победитель парагвайской Примеры (1): Клаусура 2017